# Zoophthora anglica
Zoophthora anglica är en svampart som först beskrevs av Petch, och fick sitt nu gällande namn av Humber 1989. Zoophthora anglica ingår i släktet Zoophthora och familjen Entomophthoraceae.   Inga underarter finns listade i Catalogue of Life.